# Rhynchosia
Rhynchosia és un gènere de plantes dins la família de les fabàcies. Conté de 200 a 553 espècies. Està distribuït per Amèrica i Àfrica.

## Algunes espècies
- Rhynchosia americana
- Rhynchosia calosperma
- Rhynchosia caribaea
- Rhynchosia chapmanii[4]
- Rhynchosia chimanimaniensis[4]
- Rhynchosia cinerea
- Rhynchosia cytisoides
- Rhynchosia densiflora
- Rhynchosia difformis
- Rhynchosia edulis
- Rhynchosia latifolia
- Rhynchosia lewtonii
- Rhynchosia malacophylla
- Rhynchosia michauxii
- Rhynchosia minima
- Rhynchosia parvifolia
- Rhynchosia phaseoloides
- Rhynchosia precatoria
- Rhynchosia reniformis
- Rhynchosia reticulata
- Rhynchosia senna
- Rhynchosia stipitata[4]
- Rhynchosia sublobata
- Rhynchosia swartzii
- Rhynchosia tomentosa
- Rhynchosia totta
- Rhynchosia volubilis
- Rhynchosia wildii[4]